# Abilene (Texas)
Abilene é uma cidade localizada no estado norte-americano do Texas, no Condado de Taylor.
A sua área é de 286,5 km² (dos quais 14,2 km² estão cobertos por água), sua população é de 125.182 habitantes (censo de 2020), e sua densidade populacional é de 425,8 hab/km² (segundo o censo de 2000). A cidade foi fundada em 1881, e incorporada em 1883.
Abilene também é conhecida por ser a cidade natal da cantora ícone pop Jessica Simpson, e por dar nome ao paradoxo de Abilene, um paradoxo do âmbito da gestão.

## Cuidados de saúde
Hendrick Medical Center engloba dois grandes campi hospitalares no norte e sul de Abilene e é um dos maiores empregadores da cidade. É um dos sete estabelecimentos de saúde filiados na Convenção Geral Baptista do Texas.